# Episodi di Danger Mouse (serie animata 1981)
Questa è la lista degli episodi de Danger Mouse, serie animata prodotta da Cosgrove Hall Films e Thames e composta da dieci stagioni.

## Stagioni
| N°     | Numero stagione | Episodi | Trasmissione originale | Trasmissione originale |
| ------ | --------------- | ------- | ---------------------- | ---------------------- |
| Pilota | Episodi pilota  | 2       | non trasmessi          | non trasmessi          |
| 1      | Stagione 1      | 11      | 28 settembre 1981      | 14 dicembre 1981       |
| 2      | Stagione 2      | 30      | 4 gennaio 1982         | 12 febbraio 1982       |
| 3      | Stagione 3      | 17      | 4 ottobre 1982         | 1º novembre 1982       |
| 4      | Stagione 4      | 45      | 3 gennaio 1983         | 23 marzo 1983          |
| 5      | Stagione 5      | 10      | 20 febbraio 1984       | 30 aprile 1984         |
| 6      | Stagione 6      | 27      | 25 dicembre 1984       | 26 dicembre 1985       |
| 7      | Stagione 7      | 6       | 13 novembre 1986       | 18 dicembre 1986       |
| 8      | Stagione 8      | 2       | 20 febbraio 1987       | 27 febbraio 1987       |
| 9      | Stagione 9      | 6       | 3 gennaio 1991         | 7 febbraio 1991        |
| 10     | Stagione 10     | 7       | 6 febbraio 1992        | 19 marzo 1992          |

### Episodi pilota
| N° | Titolo originale              | Titolo italiano | Prima TV UK   | Prima TV Italia |
| -- | ----------------------------- | --------------- | ------------- | --------------- |
| 1  | The Beginning                 |                 | non trasmesso | inedito         |
| 2  | The Mystery of the Lost Chord |                 | non trasmesso | inedito         |

### Prima stagione (1981)
| N° | Titolo originale       | Titolo italiano | Prima TV UK       | Prima TV Italia |
| -- | ---------------------- | --------------- | ----------------- | --------------- |
| 1  | Rogue Robots           |                 | 28 settembre 1981 |                 |
| 2  | Who Stole the Bagpipes |                 | 30 settembre 1981 |                 |
| 3  | Trouble with Ghosts    |                 | 5 ottobre 1981    |                 |
| 4  | Chicken Run            |                 | 7 ottobre 1981    |                 |
| 5  | The Martian Misfit     |                 | 12 ottobre 1981   |                 |
| 6  | The Dream Machine      |                 | 14 ottobre 1981   |                 |
| 7  | Lord of the Bungle     |                 | 19 ottobre 1981   |                 |
| 8  | Die Laughing           |                 | 21 ottobre 1981   |                 |
| 9  | The World of Machines  |                 | 26 ottobre 1981   |                 |
| 10 | Ice Station Camel      |                 | 28 ottobre 1981   |                 |
| 11 | A Plague of Pyramids   |                 | 14 dicembre 1981  |                 |

### Seconda stagione (1982)
| N° | Titolo originale                                    | Titolo italiano | Prima TV UK      | Prima TV Italia |
| -- | --------------------------------------------------- | --------------- | ---------------- | --------------- |
| 12 | Custard Episode 1                                   |                 | 4 gennaio 1982   |                 |
| 13 | Custard Episode 2                                   |                 | 5 gennaio 1982   |                 |
| 14 | Custard Episode 3                                   |                 | 6 gennaio 1982   |                 |
| 15 | Custard Episode 4                                   |                 | 7 gennaio 1982   |                 |
| 16 | Custard Episode 5                                   |                 | 8 gennaio 1982   |                 |
| 17 | Close Encounters of the Absurd Kind Episode 1       |                 | 11 gennaio 1982  |                 |
| 18 | Close Encounters of the Absurd Kind Episode 2       |                 | 12 gennaio 1982  |                 |
| 19 | Close Encounters of the Absurd Kind Episode 3       |                 | 13 gennaio 1982  |                 |
| 20 | Close Encounters of the Absurd Kind Episode 4       |                 | 14 gennaio 1982  |                 |
| 21 | Close Encounters of the Absurd Kind Episode 5       |                 | 15 gennaio 1982  |                 |
| 22 | The Duel Episode 1                                  |                 | 16 gennaio 1982  |                 |
| 23 | The Duel Episode 2                                  |                 | 19 gennaio 1982  |                 |
| 24 | The Duel Episode 3                                  |                 | 20 gennaio 1982  |                 |
| 25 | The Duel Episode 4                                  |                 | 21 gennaio 1982  |                 |
| 26 | The Duel Episode 5                                  |                 | 22 gennaio 1982  |                 |
| 27 | The Day of the Suds Episode 1                       |                 | 25 gennaio 1982  |                 |
| 28 | The Day of the Suds Episode 2                       |                 | 26 gennaio 1982  |                 |
| 29 | The Day of the Suds Episode 3                       |                 | 27 gennaio 1982  |                 |
| 30 | The Day of the Suds Episode 4                       |                 | 28 gennaio 1982  |                 |
| 31 | The Day of the Suds Episode 5                       |                 | 29 gennaio 1982  |                 |
| 32 | The Bad Luck Eye of the Little Yellow God Episode 1 |                 | 1º febbraio 1982 |                 |
| 33 | The Bad Luck Eye of the Little Yellow God Episode 2 |                 | 2 febbraio 1982  |                 |
| 34 | The Bad Luck Eye of the Little Yellow God Episode 3 |                 | 3 febbraio 1982  |                 |
| 35 | The Bad Luck Eye of the Little Yellow God Episode 4 |                 | 4 febbraio 1982  |                 |
| 36 | The Bad Luck Eye of the Little Yellow God Episode 5 |                 | 5 febbraio 1982  |                 |
| 37 | The Four Tasks of Danger Mouse Episode 1            |                 | 8 febbraio 1982  |                 |
| 38 | The Four Tasks of Danger Mouse Episode 2            |                 | 9 febbraio 1982  |                 |
| 39 | The Four Tasks of Danger Mouse Episode 3            |                 | 10 febbraio 1982 |                 |
| 40 | The Four Tasks of Danger Mouse Episode 4            |                 | 11 febbraio 1982 |                 |
| 41 | The Four Tasks of Danger Mouse Episode 5            |                 | 12 febbraio 1982 |                 |

### Terza stagione (1982)
| N° | Titolo originale                                | Titolo italiano | Prima TV UK      | Prima TV Italia |
| -- | ----------------------------------------------- | --------------- | ---------------- | --------------- |
| 42 | The Invasion of Colonel 'K' Episode 1           |                 | 4 ottobre 1982   |                 |
| 43 | The Invasion of Colonel 'K' Episode 2           |                 | 5 ottobre 1982   |                 |
| 44 | The Invasion of Colonel 'K' Episode 3           |                 | 6 ottobre 1982   |                 |
| 45 | The Invasion of Colonel 'K' Episode 4           |                 | 7 ottobre 1982   |                 |
| 46 | The Invasion of Colonel 'K' Episode 5           |                 | 8 ottobre 1982   |                 |
| 47 | Danger Mouse Saves the World... Again Episode 1 |                 | 11 ottobre 1982  |                 |
| 48 | Danger Mouse Saves the World... Again Episode 2 |                 | 12 ottobre 1982  |                 |
| 49 | Danger Mouse Saves the World... Again Episode 3 |                 | 13 ottobre 1982  |                 |
| 50 | Danger Mouse Saves the World... Again Episode 4 |                 | 14 ottobre 1982  |                 |
| 51 | Danger Mouse Saves the World... Again Episode 5 |                 | 15 ottobre 1982  |                 |
| 52 | The Odd Ball Runaround Episode 1                |                 | 18 ottobre 1982  |                 |
| 53 | The Odd Ball Runaround Episode 2                |                 | 19 ottobre 1982  |                 |
| 54 | The Odd Ball Runaround Episode 3                |                 | 20 ottobre 1982  |                 |
| 55 | The Odd Ball Runaround Episode 4                |                 | 21 ottobre 1982  |                 |
| 56 | The Odd Ball Runaround Episode 5                |                 | 22 ottobre 1982  |                 |
| 57 | The Strange Case of the Ghost Bus               |                 | 25 ottobre 1982  |                 |
| 58 | The Trip to America                             |                 | 1º novembre 1982 |                 |

### Quarta stagione (1983)
| N°  | Titolo originale                         | Titolo italiano | Prima TV UK     | Prima TV Italia |
| --- | ---------------------------------------- | --------------- | --------------- | --------------- |
| 59  | The Wild, Wild, Goose Chase Episode 1    |                 | 3 gennaio 1983  |                 |
| 60  | The Wild, Wild, Goose Chase Episode 2    |                 | 4 gennaio 1983  |                 |
| 61  | The Wild, Wild, Goose Chase Episode 3    |                 | 5 gennaio 1983  |                 |
| 62  | The Wild, Wild, Goose Chase Episode 4    |                 | 6 gennaio 1983  |                 |
| 63  | The Wild, Wild, Goose Chase Episode 5    |                 | 7 gennaio 1983  |                 |
| 64  | The Return of Count Duckula Episode 1    |                 | 10 gennaio 1983 |                 |
| 65  | The Return of Count Duckula Episode 2    |                 | 11 gennaio 1983 |                 |
| 66  | The Return of Count Duckula Episode 3    |                 | 12 gennaio 1983 |                 |
| 67  | The Return of Count Duckula Episode 4    |                 | 13 gennaio 1983 |                 |
| 68  | The Return of Count Duckula Episode 5    |                 | 14 gennaio 1983 |                 |
| 69  | Demons Aren't Dull Episode 1             |                 | 17 gennaio 1983 |                 |
| 70  | Demons Aren't Dull Episode 2             |                 | 18 gennaio 1983 |                 |
| 71  | Demons Aren't Dull Episode 3             |                 | 19 gennaio 1983 |                 |
| 72  | Demons Aren't Dull Episode 4             |                 | 20 gennaio 1983 |                 |
| 73  | Demons Aren't Dull Episode 5             |                 | 21 gennaio 1983 |                 |
| 74  | 150 Million Years Lost Episode 1         |                 | 11 aprile 1983  |                 |
| 75  | 150 Million Years Lost Episode 2         |                 | 12 aprile 1983  |                 |
| 76  | 150 Million Years Lost Episode 3         |                 | 13 aprile 1983  |                 |
| 77  | 150 Million Years Lost Episode 4         |                 | 14 aprile 1983  |                 |
| 78  | 150 Million Years Lost Episode 5         |                 | 15 aprile 1983  |                 |
| 79  | Planet of the Cats Episode 1             |                 | 18 aprile 1983  |                 |
| 80  | Planet of the Cats Episode 2             |                 | 19 aprile 1983  |                 |
| 81  | Planet of the Cats Episode 3             |                 | 20 aprile 1983  |                 |
| 82  | Planet of the Cats Episode 4             |                 | 21 aprile 1983  |                 |
| 83  | Planet of the Cats Episode 5             |                 | 22 aprile 1983  |                 |
| 84  | Four Heads Are Better Than Two Episode 1 |                 | 25 aprile 1983  |                 |
| 85  | Four Heads Are Better Than Two Episode 2 |                 | 26 aprile 1983  |                 |
| 86  | Four Heads Are Better Than Two Episode 3 |                 | 27 aprile 1983  |                 |
| 87  | Four Heads Are Better Than Two Episode 4 |                 | 28 aprile 1983  |                 |
| 88  | Four Heads Are Better Than Two Episode 5 |                 | 29 aprile 1983  |                 |
| 89  | Tower of Terror Episode 1                |                 | 9 maggio 1983   |                 |
| 90  | Tower of Terror Episode 2                |                 | 10 maggio 1983  |                 |
| 91  | Tower of Terror Episode 3                |                 | 11 maggio 1983  |                 |
| 92  | Tower of Terror Episode 4                |                 | 12 maggio 1983  |                 |
| 93  | Tower of Terror Episode 5                |                 | 13 maggio 1983  |                 |
| 94  | The Great Bone Idol Episode 1            |                 | 16 maggio 1983  |                 |
| 95  | The Great Bone Idol Episode 2            |                 | 17 maggio 1983  |                 |
| 96  | The Great Bone Idol Episode 3            |                 | 18 maggio 1983  |                 |
| 97  | The Great Bone Idol Episode 4            |                 | 19 maggio 1983  |                 |
| 98  | The Great Bone Idol Episode 5            |                 | 20 maggio 1983  |                 |
| 99  | Public Enemy No. 1 Episode 1             |                 | 23 maggio 1983  |                 |
| 100 | Public Enemy No. 1 Episode 2             |                 | 24 maggio 1983  |                 |
| 101 | Public Enemy No. 1 Episode 3             |                 | 25 maggio 1983  |                 |
| 102 | Public Enemy No. 1 Episode 4             |                 | 26 maggio 1983  |                 |
| 103 | Public Enemy No. 1 Episode 5             |                 | 27 maggio 1983  |                 |

### Quinta stagione (1984)
| N°  | Titolo originale                      | Titolo italiano | Prima TV UK      | Prima TV Italia |
| --- | ------------------------------------- | --------------- | ---------------- | --------------- |
| 104 | The Long Lost Crown Affair            |                 | 20 febbraio 1984 |                 |
| 105 | By George, It's a Dragon!             |                 | 27 febbraio 1984 |                 |
| 106 | Tiptoe Through the Penfolds           |                 | 5 marzo 1984     |                 |
| 107 | Project Moon                          |                 | 12 marzo 1984    |                 |
| 108 | The Next Ice Age Begins at Midnight.. |                 | 19 marzo 1984    |                 |
| 109 | The Aliens Are Coming                 |                 | 26 marzo 1984    |                 |
| 110 | Remote Controlled Chaos               |                 | 2 aprile 1984    |                 |
| 111 | The Man from Gadget                   |                 | 9 aprile 1984    |                 |
| 112 | Tampering with Time Tickles           |                 | 16 aprile 1984   |                 |
| 113 | Nero Power                            |                 | 30 aprile 1984   |                 |

### Sesta stagione (1984-85)
| N°  | Titolo originale                          | Titolo italiano | Prima TV UK      | Prima TV Italia |
| --- | ----------------------------------------- | --------------- | ---------------- | --------------- |
| 114 | Once upon a Timeslip...                   |                 | 25 dicembre 1984 |                 |
| 115 | Viva Danger Mouse                         |                 | 3 gennaio 1985   |                 |
| 116 | Play it again Wufgang                     |                 | 10 gennaio 1985  |                 |
| 117 | Hear Hear                                 |                 | 17 gennaio 1985  |                 |
| 118 | Multiplication Fable                      |                 | 24 gennaio 1985  |                 |
| 119 | The Spy Who Stayed In with a Cold         |                 | 31 gennaio 1985  |                 |
| 120 | It's All White, White Wonder              |                 | 7 febbraio 1985  |                 |
| 121 | The Hickory Dickory Dock Dilemma          |                 | 14 febbraio 1985 |                 |
| 122 | What a 3 Point Turn-up for the Book       |                 | 21 febbraio 1985 |                 |
| 123 | Quark! Quark!                             |                 | 28 febbraio 1985 |                 |
| 124 | Alping is Snow Easy Matter                |                 | 7 marzo 1985     |                 |
| 125 | Aaagghg!! Spiders!                        |                 | 14 marzo 1985    |                 |
| 126 | One of our Stately Homes Is Missing       |                 | 21 marzo 1985    |                 |
| 127 | Afternoon Off with the Fangboner!         |                 | 28 marzo 1985    |                 |
| 128 | Beware of Mexicans Delivering Milk        |                 | 4 aprile 1985    |                 |
| 129 | CATastrophe                               |                 | 11 aprile 1985   |                 |
| 130 | The Good the Bad and the Motionless       |                 | 18 aprile 1985   |                 |
| 131 | Statues                                   |                 | 25 aprile 1985   |                 |
| 132 | The Clock Strikes Back                    |                 | 2 maggio 1985    |                 |
| 133 | Ee-Tea!                                   |                 | 9 maggio 1985    |                 |
| 134 | Bandits Beans and Ballyhoo!               |                 | 23 maggio 1985   |                 |
| 135 | Have You Fled from any Good Books Lately? |                 | 30 maggio 1985   |                 |
| 136 | Tut, Tut, It's not Pharaoh                |                 | 6 giugno 1985    |                 |
| 137 | Lost, Found and Spellbound                |                 | 13 giugno 1985   |                 |
| 138 | Penfold BF                                |                 | 20 giugno 1985   |                 |
| 139 | Mechanised Mayhem                         |                 | 27 giugno 1985   |                 |
| 140 | Journey to the Earth's Cor!               |                 | 25 dicembre 1985 |                 |

### Settima stagione (1986)
| N°  | Titolo originale                   | Titolo italiano | Prima TV UK      | Prima TV Italia |
| --- | ---------------------------------- | --------------- | ---------------- | --------------- |
| 141 | DM on the Orient Express           |                 | 13 novembre 1986 |                 |
| 142 | The Ultra Secret Secret            |                 | 20 novembre 1986 |                 |
| 143 | Duckula Meets Frankenstoat         |                 | 27 novembre 1986 |                 |
| 144 | Where There's a Well There's a Way |                 | 4 dicembre 1986  |                 |
| 145 | All Fall Down                      |                 | 11 dicembre 1986 |                 |
| 146 | Tide of the Turn                   |                 | 18 dicembre 1986 |                 |

### Ottava stagione (1987)
| N°  | Titolo originale     | Titolo italiano | Prima TV UK      | Prima TV Italia |
| --- | -------------------- | --------------- | ---------------- | --------------- |
| 147 | Gremlin Alert        |                 | 20 febbraio 1987 |                 |
| 148 | Cor! What a Picture! |                 | 27 febbraio 1987 |                 |

### Nona stagione (1991)
| N°  | Titolo originale              | Titolo italiano | Prima TV UK     | Prima TV Italia |
| --- | ----------------------------- | --------------- | --------------- | --------------- |
| 149 | I Spy with My Little Eye...   |                 | 3 gennaio 1991  |                 |
| 150 | Bigfoot Falls                 |                 | 10 gennaio 1991 |                 |
| 151 | The Statue of Liberty Caper   |                 | 17 gennaio 1991 |                 |
| 152 | Penfold Transformed           |                 | 24 gennaio 1991 |                 |
| 153 | A Dune with a View            |                 | 31 gennaio 1991 |                 |
| 154 | Don Coyote and Sancho Penfold |                 | 7 febbraio 1991 |                 |

### Decima stagione (1992)
| N°  | Titolo originale                  | Titolo italiano | Prima TV UK      | Prima TV Italia |
| --- | --------------------------------- | --------------- | ---------------- | --------------- |
| 155 | Crumhorn Strikes Back!            |                 | 6 febbraio 1992  |                 |
| 156 | Ants, Trees and... Whoops-A-Daisy |                 | 13 febbraio 1992 |                 |
| 157 | There's a Penfold in my Suit      |                 | 20 febbraio 1992 |                 |
| 158 | Rhyme and Punishment              |                 | 27 febbraio 1992 |                 |
| 159 | Pillow Fright!                    |                 | 5 marzo 1992     |                 |
| 160 | Heavy Duty                        |                 | 12 marzo 1992    |                 |
| 161 | The Intergalactic 147             |                 | 19 marzo 1992    |                 |